# Cobalt (strip)
Cobalt is een Belgisch-Argentijnse stripreeks die begonnen is in 1976 met Michel Regnier als schrijver en Walter Fahrer als tekenaar.

## Albums
| Nummer | Titel                      | Uitgever(s)                    | Schrijver      | Tekenaar      |
| ------ | -------------------------- | ------------------------------ | -------------- | ------------- |
| 1      | De lange zwerftocht        | Uitgeverij Helmond, Le Lombard | Michel Regnier | Walter Fahrer |
| 2      | (L'assassiné récalcitrant) | Dargaud                        | Michel Regnier | Walter Fahrer |